# New Dawn Fades
New Dawn Fades (en español: El nuevo amanecer se desvanece) es una canción perteneciente al álbum debut del grupo post punk inglés Joy Division de 1979 Unknown Pleasures. La canción comienza con una muestra al revés y muy modificada de una canción anterior, «Insight», presumiblemente agregada por el productor Martin Hannett, durante la posproducción del disco. La canción se basa en un riff de guitarra ascendente de Bernard Sumner interpretado contra un riff de bajo descendente de Peter Hook. La canción usa la misma progresión en todo momento, pero crece en intensidad a medida que avanza, alcanzando su punto máximo con Ian Curtis cantando "Me, seeing me this time, hoping for something else", y terminando con un solo de guitarra. La canción cierra el lado uno de Unknown Pleasures. También es una de las pocas canciones de Joy Division con dos guitarras distintas que se tocan, una distorsionada y otra una limpia guitarra eléctrica que toma notas de los acordes de guitarra. 
Ha sido versionado por Moby en cooperación con New Order. También hay una versión del exguitarrista de Red Hot Chili Peppers, John Frusciante. «New Dawn Fades» ha aparecido en varias películas. En la película de 1995, Heat, se reproduce una versión instrumental de Moby durante la persecución en automóvil entre Al Pacino y Robert De Niro. También se usó en el remake de House of Wax en 2005, y una versión en vivo apareció en la película nominada los Premios de la Academia de 2006 Reprise.
Christopher Drake produjo una versión instrumental en la banda sonora de Batman Year One. Se utilizó más recientemente en la banda sonora de la película de 2014 de Antoine Fuqua, The Equalizer, protagonizada por Denzel Washington. También aparece en la banda sonora de la cinta italiana ACAB: All Cops Are Bastards.